# Liste de fournisseurs d'accès à Internet pour particuliers
 (août 2011).
Si vous disposez d'ouvrages ou d'articles de référence ou si vous connaissez des sites web de qualité traitant du thème abordé ici, merci de compléter l'article en donnant les références utiles à sa vérifiabilité et en les liant à la section « Notes et références ».
Cette page a pour but de faire une liste des fournisseurs d'accès à Internet pour particuliers en fonction de leur pays, puis de leur type d'accès à Internet proposé.
Sont exclus de cette liste les opérateurs mobiles incluant dans leur forfait des accès à Internet via GPRS ou UMTS par exemple. Pour la liste des opérateurs de téléphonie mobile, se reporter à la liste des opérateurs de réseau mobile dans le monde.

## Algérie
- Algérie Télécom (service public)[1]
- Djezzy
- Mobilis
- Ooredoo

## Belgique
- Base
- Belcenter
- Cybernet
- Dommel (Hermes Telecom)
- EDPnet
- Orange Belgique (Mobistar ADSL jusque mai 2016)
- Proximus (Belgacom Skynet jusque mars 2014[2])
- Scarlet
- Telenet
- Voo

### Anciens FAI
Certains services tels que des messageries électroniques et hébergements web ont été repris par d'autres fournisseurs.
- Belgacom (devenu Proximus) a repris :
  - Infonie
  - SwinG
  - Scarlet
- Scarlet a repris :
  - Freebell
  - Freegates
  - Tiscali (issu du rachat de Yucom en 2001)
  - World Online
  - DxADSL
  - FullADSL
- Telenet a repris SFR Belux (anciennement Coditel)
- United Telecom a repris Digiweb (HappyMany)[3]

## Bénin
- Bénin Télécoms Services
- OTI
- Isocel télécoms[4]
- FirstNet
- Jeny SAS
- Alink Telecoms
- ABC Corporation
- Univercell
- CanalBox
- Sud Telecoms Solutions

## Cameroun
- Camtel
- Creolink
- Matrix Telecoms
- MTN Cameroun
- Orange Cameroun
- Ringo
- Vodafone Cameroun[5] (par réseau mobile LTE)

## Canada
- Aliant (Nouveau-Brunswick)
- Bell Sympatico (Québec et Ontario) → Quelques revendeurs utilisent aussi le réseau téléphonique de Bell :
  - AEI[6]
  - B2B2C
  - Vodalink Telecom
  - CoopTel[7]
  - Electronicbox[8]
  - Oricom
  - VIF Internet
- Bravo Telecom
- Transat Telecom[9]
- CIK Telecom (Québec et Ontario)
- Cogéco (Québec et Ontario)
- Colbanet (Québec) Offre le DSL régulier et L'ADSL2+
- Dery Télécom[10] (Québec, Région de Saguenay et Charlevoix)
- IVC Telecom (Québec et Ontario)
- Rogers (Ontario), un revendeur utilise aussi le réseau câblé de Vidéotron et Rogers :
  - Cybersurf CIA
- Sogetel (Québec)
- Télus Globetrotter (Québec)
- VDN fibre optique (Québec)
- Vidéotron (Québec)

## France

### Métropole

#### Technologies filaires

##### RTCà 56Kbit/s
Ce type d'accès utilisant la bande de fréquences vocales des lignes téléphoniques est en voie de disparition. L’arrêt progressif du RTC a été annoncé en 2018 en France.
- Free
- Micso
- Nordnet, filiale d'Orange
- Orange

##### RNIS
Ce type d'accès est en voie de disparition. L’arrêt progressif du RNIS a été annoncé en 2018 en France.
- Numéris (marque d'Orange)

##### xDSL
- Bouygues Telecom, utilise en partie le réseau de SFR
- Fédération FDN (associations)
  - Aquilenet (en Gironde)[11]
  - French Data Network
  - Ilico, uniquement en Corrèze
  - Rézine (en Isère)[12]
  - Touraine Data Network (TDN)
  - tetaneutral.net (en région toulousaine)
- Free
  - Alice, filiale de free (jusqu’à 2018)
  - Teleconnect, filiale de free
- Nerim
- Orange
  - Nordnet, filiale d'Orange
  - Sosh[13], marque d'Orange
- OVH Télécom
- SFR
  - Coriolis
  - RED by SFR, filiale de SFR
  - La Poste Mobile
  - Prixtel (de 2011 à 2015[14])
  - Virgin Mobile (jusqu’en 2016[15])
- Xankom (en Bretagne uniquement)[16]

##### Câble coaxial/FTTLA
- Vialis (région de Colmar)
- CityPlay (racheté par Wibox)
- SFR (anciennement Numericable-SFR)
  - RED by SFR, filiale de SFR
  - La Poste Mobile
- Régivision
- UEM (région de Metz)
- VidéoFutur (Vitis)
  - Comcable (racheté par Netgem[17])
- Orne THD

##### FTTH
- Adeli SAS
- Alsatis
- Blue Networks Technologies[18]
- Bouygues Telecom
- iBlooPro
- Fédération FDN (associations)
  - FDN (French Data Network)[19]
  - Aquilenet (en Aquitaine)[20]
  - Ilico
  - Illyse
  - Rézine (en Isère, Drôme et Ardèche)[21]
- Free
- K-Net
  - K-Net Pro
- Kiwi Fibre (E-Téra)
- Orange
  - Nordnet (filiale d’Orange)
    - Wibox

  - Sosh[13], filiale d’Orange
- Ozone
- Quantic Télécom
- SFR
  - RED by SFR, filiale de SFR
  - La Poste Mobile
- Coriolis
- VidéoFutur (Vitis)
  - Comcable
- Vialis (région Alsace)
- Xankom (région Bretagne)[16]

#### Technologies sans fil
- Satellite
  - Utilisant l'offre Astra2connect :
    - Nordnet, filiale d'Orange
    - Vivéole
    - Wimifi

  - Utilisant l'offre Tooway :
    - Connexion Verte (racheté par Europasat[22])
    - Numéo[23]
    - Sat2way[23],[24]. A cessé son activité en 2011[25]
    - Société du haut débit (SHD), filiale de SFR

  - Autres offres :
    - Broadsat (utilisant l'offre Opensky)
    - IPcopter
    - LibertySat
    - skyDSL

  - Wibox
- Wi-Fi (abonnement illimité)
  - Alsatis
  - Blue Networks Technologies[26]
  - Infosat
  - Kiwi[27] filiale de e-téra
  - Luxinet
  - Mhz Bouteiller Connect[28]
  - Numéo
  - Ozone filiale de Nomotech (SFR)
  - Quantic Télécom
  - Rézine[12]
  - tetaneutral.net, région Midi-Pyrénées.
  - Wifirst
  - Wimifi
  - Xankom (région Bretagne)[16]
- WiMAX
  - Alsatis
  - Altinet
  - Bolloré Télécom[29]
  - IFW, filiale de Free
  - Nordnet, filiale d'Orange
  - Numéo
  - Wibox
  - Wimifi
  - WizeO
- AirMAX
  - Blue Networks Technologies[30]
  - Infosat Télécom
  - Rhizome FAI, à Compiègne
- 3G ou 4G LTE (par clé ou boitier fixe)
  - Alsatis
  - Aquilenet
  - Bouygues Telecom
  - Nordnet, filiale d'Orange
  - Orange
  - Ozone
  - SFR

### Guadeloupe

#### Technologies filaires
- RTC à 56 Kbit/s
  - Mediaserv
- RNIS
  - Mediaserv
- xDSL
  - Mediaserv
  - SFR Caraïbe
  - Orange Caraïbe
- FTTH
  - Orange Caraïbe
  - SFR Caraïbe
- Câble coaxial / FTTLA
  - SFR Caraïbe (ex- Numericable-Outremer)

#### Technologies sans fil
- Wi-Fi (abonnement illimité)
  - Mediaserv
- WiMAX
  - Mediaserv

### Guyane

#### Technologies filaires
- xDSL
  - Mediaserv
  - SFR Caraïbe
  - Orange Caraïbe
- FTTH
  - Orange Caraïbe
  - SFR Caraïbe
  - Guyacom
- Câble coaxial / FTTLA
  - SFR Caraïbe (ex- Numericable-Outremer)
  - Guyacom

#### Technologies sans fil
- Wi-Fi (abonnement illimité)
  - Guyacom

### Martinique

#### Technologies filaires
- RTC à 56 Kbit/s
  - Mediaserv
  - SFR Caraïbe
- RNIS
  - Mediaserv
- xDSL
  - Mediaserv
  - SFR Caraïbe
  - Orange Caraïbe
- FTTH
  - Orange Caraïbe
  - SFR Caraïbe
- Câble coaxial / FTTLA
  - SFR Caraïbe (ex- Numericable-Outremer)

#### Technologies sans fil
- Wi-Fi (abonnement illimité)
  - Mediaserv
- WiMAX
  - Mediaserv

### Île de la Réunion
- xDSL
  - Orange[31]
  - SFR Réunion[32],[note 1]
  - Canal+ Telecom[33]

- FTTH
  - Orange
  - SFR Réunion
  - Zeop[34]
  - Canal+ Telecom[33]

- FTTLA
  - Zeop[35]
  - Cyanet

#### Technologies sans fil
- Wi-Fi (abonnement illimité)
  - Mediaserv
  - Cyanet
- Satellite
  - Starlink

### Polynésie française
- Mana[36] (technologies ADSL et Wi-Fi)
- Viti[37] (technologie Wi-Max)
- Vini[38]

### Nouvelle-Calédonie
- Canl
- Internetnc
- Lagoon
- Mls
- Nautile

## Madagascar
- Starlink
- Airtel[39]
- Blueline[40]
- Orange[41]
- Telma[42]

## Maroc
- Maroc Telecom (Menara)
- Orange (auparavant Méditel[43])
- Inwi (auparavant Maroc Connect[44] puis Wana[45])

## République démocratique du Congo
À l’exception des grandes villes, l’accès internet se fait principalement par le réseau mobile ; vous pouvez consulter la liste des opérateurs mobile.
- Africanus[46]
- Amc Telecom (fibre)
- Canalbox (fibre[47])
- Congo Korea Telecom
- Congo Telecom (fibre)
- Global Broadband Solution (fibre, satellite, wimax[48])
- Microcom (fibre, satellite, wimax)[46]
- United S.A. (fibre)[49]
- Vodacom

## Royaume Uni
- AirBand
- Andrews et Arnold (en) (AAISP)
- Aquiss
- Ask4
- Breathe
- BT (British Telecom)
- CIX
- CloudScape Connect
- Community Fibre
- EE
- Fido
- Firefly - SurfAnytime
- FreeOla
- Gigaclear
- Home Telecom
- Hyperoptic (en)
- iDNET
- John Lewis Broadband
- KCOM (en)
- Onestream
- Origin
- Plusnet (en)
- Post Office (en)
- Pulse8
- Seethelight
- Shell Energy (First Utility)
- Sky Broadband
- SSE
- Supanet
- TalkTalk
- The Phone Coop
- Utility Warehouse (en)
- Virgin Media
- Vispa
- Vivaciti
- Vodafone
- Webmate (MacAce)
- Zen Internet (en)

## Suisse
- Bluewin (Filiale de Swisscom)[50]
- Cablecom
- MaxiConnect[50]
- Citycable[50]
- ConneXion.ch
- Cybernet
- Deckpoint
- DFI Service[50]
- Econophone
- Fastnet
- Forcis
- Green.ch[50]
- IP Worldcom[50]
- Net 2000
- Netplus[50]
- NTD SA
- Orange
- Salt[50]
- Sunrise[50]
- Tele2
- UPC Suisse[50]
- Video 2000[50]
- VTX

## Tunisie
- CCK
- Globalnet
- Hexabyte
- IMBMI
- Orange
- Topnet
- Tunet